# 시각신경

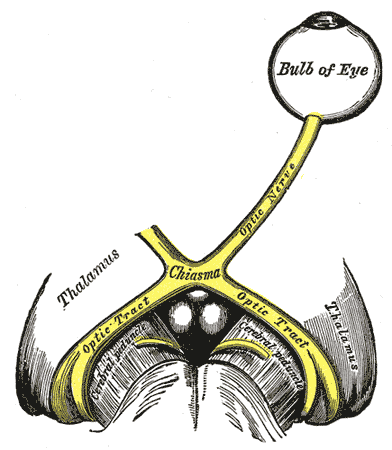
왼쪽 시신경과 시신경

시각신경(視覺神經, optic nerve, 문화어: 보는신경) 또는 시신경 또는 제2뇌신경 또는 뇌신경 II 또는 CN II는 망막에서 받은 자극을 뇌로 전달하여 시각 정보를 전달하는 뇌신경이다.
태아 전 초기 단계인 배의 망막신경절세포(사이뇌에 위치한 게실)에서 시작하는 시신경은 시각 정보가 넘어간 뒤에는 해당 정보를 다시 만들어내지 않는다.

## 시각세포
오메가3 지방산은 뇌 세포조직 특히 회백질 및 망막조직과 특히 시신경의 세포막 생성 및 재생과 밀접한 관련이 있는 것으로 알려져 있다. 한편 다른 세포와 마찬가지로 항산화 과정으로 이러한 기능 유지 및 손상으로부터의 기능 보완이 보고되고 있는 것으로 알려져 있다.

## 같이 보기
- 눈신경 (ophthalmic nerve, CN V1, 안신경)
- 시각로 (optic tract, 시삭)
- 이중층 세포(bistratified cell)
- 시신경염
- 황반변성